# Gerlev Sogn (Frederikssund Kommune)
 For alternative betydninger, se Gerlev Sogn. (Se også artikler, som begynder med Gerlev Sogn)
Gerlev Sogn er et sogn i Frederikssund Provsti (Helsingør Stift).
I 1800-tallet var Draaby Sogn anneks til Gerlev Sogn. Begge sogne hørte til Horns Herred (Sjælland) i Frederiksborg Amt. Gerlev-Draaby sognekommune havde inden kommunalreformen i 1970 taget navnet Jægerspris og blev ved selve reformen kernen i Jægerspris Kommune, der ved strukturreformen i 2007 indgik i Frederikssund Kommune.
I Gerlev Sogn ligger Gerlev Kirke.
I sognet findes følgende autoriserede stednavne:
- Færgelunden (areal)
- Gerlev (bebyggelse)
- Gerlev By (bebyggelse, ejerlav)
- Gerlev Strandpark (bebyggelse)
- Landerslev (bebyggelse)
- Landerslev By (bebyggelse, ejerlav)
- Lille Lyngerup (bebyggelse)
- Lyngerup (bebyggelse)
- Lyngerup By (bebyggelse, ejerlav)
- Tørslev (bebyggelse)
- Tørslev By (bebyggelse, ejerlav)
- Tørslev Hage (bebyggelse)